# شهیدمردان
شهیدمردان، روستایی در دهستان شاهمردی بخش بمانی شهرستان سیریک در استان هرمزگان ایران است. این روستا، مرکز دهستان شاهمردی است.

## پیشینه نام
روستای شهیدمردان را تا قبل از سال ۱۳۶۰ با نام شاه مردی (در گویش محلی شامردی) و شهرت روستا (شاه مردان، شهمردی) همگی به معنای شاه مردان از القاب امیر المومنین (ع) می شناختند که در سال ۱۳۶۰با ورود اولین شهید روستا و شهرستان (شهید احمد ذاکری) بنا به پیشنهاد امام جمعه وقت شهرستان میناب و هیئت همراه نام این روستا از شامردی به شهید مردان تغییر پیدا کرد.

## موقعیت جغرافیایی
روستای شهید مردان با تقریبا ۵۶کيلومتر مربع مساحت يکی از زيباترين روستاهای شهرستان سیریک است که در ۶ کيلومتري کرانه شرقی تنگه هرمز بين شهرستان های میناب و سیریک واقع شده است.
طول روستای شهیدمردان ۷ کيلومتر در محور شرقی-غربی و پهنای آن ۹کيلومتر در محور شمالی جنوبی و تقريبا مستطیل شکل است.
شهید مردان از شمال به زمین های کشاورزی شهیدمردان و روستای محملیان از جنوب به روستای کنارجو از شرق به قلعه شاداب و سد قلعه و از غرب به روستای کرپان منتهی می شود.

## مراکز دولتی
دبیرستان پسرانه فردوسی ، کاردانش پسرانه دکترحسابی
دبیرستان دخترانه کوثر
دبیرستان متوسطه اول پسرانه ولایت
دبیرستان متوسطه اول دخترانه ام کلثوم
دبستان پسرانه شهید علی نمردی
دبستان دخترانه زینبیه
مرکز بهداشتی درمانی
خانه بهداشت
درمانگاه شبانه روزی
داروخانه 
پاسگاه انتظامی
دفتر خدمات روستایی ITC و پست بانک
سالن ورزشی چند منظوره

## جمعیت
بر پایه سرشماری عمومی نفوس و مسکن در سال ۱۳۹۵، جمعیت این روستا برابر با ۱٬۴۸۸ نفر (۴۲۹ خانوار) بوده‌است.